# Keizertamarin
De keizertamarin (Saguinus imperator) is een zoogdier uit de familie van de klauwaapjes (Callitrichidae). De wetenschappelijke naam van de soort werd voor het eerst geldig gepubliceerd door Émil Goeldi in 1907. De soort wordt ook wel de zwartkinkeizertamarin genoemd, om het te onderscheiden van de baardkeizertamarin (Saguinus subgrisescens).

## Kenmerken
Keizertamarins zijn klein en een van de opvallende tamarinsoorten door hun opvallende witte snor, die contrasteert op het zwarte gelaat. Aan de overeenkomst met deze snor en die van keizer Wilhelm II van Duitsland dankt de keizertamarin zijn naam.
Het lichaam is vlekkerig rood- of grijsbruin met een oranje staart. De poten zijn niet bezet met nagels, maar met klauwen. De lichaamslengte bedraagt 23 tot 26 cm, de staartlengte 39 tot 42 cm en het gewicht 450 gram.

## Leefwijze
De dieren voeden zich in de regentijd met fruit, in de droge tijd met honing en boomsappen. Op zijn menu staan ook vogeleieren en insecten, die het hele jaar worden gegeten. Ze leven vaak in gemengde groepen, samen met andere tamarins. Als een predator opdaagt, waarschuwen ze elkaar, waarop dan ook door ieder dier wordt gereageerd. 

## Voortplanting
De draagtijd is ongeveer 140 tot 145 dagen, waarna er gewoonlijk 2 jongen worden geboren, die worden gedragen door de vader, behalve als ze worden gezoogd.

## Verspreiding
De soort komt voor in tropische wouden en bergachtige gebieden van Brazilië, tussen de Rio Purus en de Rio Acre.

## Taxonomie
Tot 2023 werden er 2 ondersoorten tot deze soort gerekend, maar uit onderzoek bleek dat de baardkeizertamarin (Saguinus imperator subgrisescens) een aparte soort was.